# Selección de fútbol sub-19 de Escocia
La selección de fútbol sub-19 de Escocia es el equipo formado por futbolistas  de nacionalidad escocesa menores de 19 años de edad, representa a la Asociación Escocesa de Fútbol en los torneos FIFA y UEFA para este nivel.

## Historia
El rendimiento mejor de Escocia en unas Finales de Campeonato europeas ocurrieron en 1982, cuándo  ganaron el torneo (a pesar de que  sea el debajo-18 torneo hasta que 2002). Batiendo Checoslovaquia 3@–1 en la final, el equipo era entonces dirigido por Andy Roxburgh y Walter Smith, quién  ambos van en para dirigir el lado sénior. Escocia Inglaterra de rivales vencidos en la ronda de cualificar y parte superior acabada de Grupo 4, el cual también incluido el Netherlands. En el semi-finales, Escocia batió Polonia 2@–0.
Escocia logró el semi-finales del 1978 torneo, donde  perdieron en penas a Yugoslavia. Escocia coronó Grupo dos @– cuál Italia y Alemania incluidas @– para cualificar para el semi-final, habiendo batido Dinamarca en la ronda de cualificar.
Escocia era también subcampeones en 2006 cuando, bajo el guiaje de director Archie Gemmill y entrenador Tommy Wilson,  perdieron a España en la final. Este rendimiento guaranteed la participación de Escocia en el 2007 FIFA U-20 Taza Mundial (anteriormente los Campeonatos de Juventud Mundiales), representando su primer aspecto para 20 años.
En el 2007 torneo, Escocia parte superior cualificada de un grupo que incluye Bosnia-Herzegovina, Estonia y Alemania. Los partidos estuvieron jugados en tempranos-octubre. Escocia ganó todo tres juegos qué cualificación asegurada a la ronda de élite de cualificación junto con Alemania, el cual es el segundo  (y final) cualificando ronda.
Para la ronda de élite de la 2009 Escocia de torneo jugó Eslovaquia, Bosnia e Inglaterra.  Bajo el guiaje de Billy Duro, el joven Scots ganó 2@–1 y 3@–0 victorias en contra Eslovaquia y Bosnia respectivamente.  Aun así,  salieron perdiendo a anfitriones, Inglaterra, en el último juego por 2@–1.
Para la ronda de élite de la 2010 Escocia de torneo tuvo una campaña decepcionante.  Marcharon a un inicio brillante, batiendo Montenegro (4@–0), aun así derrota a Bélgica (1@–2) y Croacia de anfitriones (0@–1) siguió, y Escocia estuvo eliminada.

## Resultados en torneos internacionales

### Campeonatos europeos
- 1948–1954: Torneo Juvenil de la FIFA
- 1955–1980: Torneo Juvenil de la UEFA
- 1981-2001: Campeonato Europeo Sub-18
- 2002–Act.: Campeonato Europeo Sub-19

| Año   | Ronda           | Posición        | PJ              | PG              | PE              | PP              | GF              | GC              |
| ----- | --------------- | --------------- | --------------- | --------------- | --------------- | --------------- | --------------- | --------------- |
| 1948  | No se clasificó | No se clasificó | No se clasificó | No se clasificó | No se clasificó | No se clasificó | No se clasificó | No se clasificó |
| 1949  | Primera Ronda   | 6.º             | 2               | 0               | 0               | 2               | 2               | 4               |
| 1950  | No se clasificó | No se clasificó | No se clasificó | No se clasificó | No se clasificó | No se clasificó | No se clasificó | No se clasificó |
| 1951  | No se clasificó | No se clasificó | No se clasificó | No se clasificó | No se clasificó | No se clasificó | No se clasificó | No se clasificó |
| 1952  | No se clasificó | No se clasificó | No se clasificó | No se clasificó | No se clasificó | No se clasificó | No se clasificó | No se clasificó |
| 1953  | No se clasificó | No se clasificó | No se clasificó | No se clasificó | No se clasificó | No se clasificó | No se clasificó | No se clasificó |
| 1954  | No se clasificó | No se clasificó | No se clasificó | No se clasificó | No se clasificó | No se clasificó | No se clasificó | No se clasificó |
| 1955  | No se clasificó | No se clasificó | No se clasificó | No se clasificó | No se clasificó | No se clasificó | No se clasificó | No se clasificó |
| 1956  | No se clasificó | No se clasificó | No se clasificó | No se clasificó | No se clasificó | No se clasificó | No se clasificó | No se clasificó |
| 1957  | No se clasificó | No se clasificó | No se clasificó | No se clasificó | No se clasificó | No se clasificó | No se clasificó | No se clasificó |
| 1958  | No se clasificó | No se clasificó | No se clasificó | No se clasificó | No se clasificó | No se clasificó | No se clasificó | No se clasificó |
| 1959  | No se clasificó | No se clasificó | No se clasificó | No se clasificó | No se clasificó | No se clasificó | No se clasificó | No se clasificó |
| 1960  | No se clasificó | No se clasificó | No se clasificó | No se clasificó | No se clasificó | No se clasificó | No se clasificó | No se clasificó |
| 1961  | No se clasificó | No se clasificó | No se clasificó | No se clasificó | No se clasificó | No se clasificó | No se clasificó | No se clasificó |
| 1962  | No se clasificó | No se clasificó | No se clasificó | No se clasificó | No se clasificó | No se clasificó | No se clasificó | No se clasificó |
| 1963  | Semifinal       | 3.º             | 5               | 3               | 0               | 2               | 12              | 6               |
| 1964  | Semifinal       | 4.º             | 5               | 3               | 0               | 2               | 10              | 7               |
| 1965  | Fase de grupos  | 9.º             | 2               | 1               | 1               | 0               | 2               | 1               |
| 1966  | Fase de grupos  | 7.º             | 3               | 1               | 2               | 0               | 4               | 3               |
| 1967  | No se clasificó | No se clasificó | No se clasificó | No se clasificó | No se clasificó | No se clasificó | No se clasificó | No se clasificó |
| 1968  | Fase de grupos  | 5.º             | 3               | 2               | 0               | 1               | 6               | 2               |
| 1969  | Semifinal       | 4.º             | 5               | 2               | 1               | 2               | 5               | 5               |
| 1970  | Semifinal       | 3.º             | 5               | 3               | 1               | 1               | 11              | 4               |
| 1971  | No se clasificó | No se clasificó | No se clasificó | No se clasificó | No se clasificó | No se clasificó | No se clasificó | No se clasificó |
| 1972  | Fase de grupos  | 6.º             | 3               | 2               | 0               | 1               | 6               | 4               |
| 1973  | Fase de grupos  | 12.º            | 3               | 1               | 0               | 2               | 3               | 4               |
| 1974  | Semifinal       | 3.º             | 5               | 3               | 1               | 1               | 11              | 4               |
| 1975  | No se clasificó | No se clasificó | No se clasificó | No se clasificó | No se clasificó | No se clasificó | No se clasificó | No se clasificó |
| 1976  | Se Retiró       | Se Retiró       | Se Retiró       | Se Retiró       | Se Retiró       | Se Retiró       | Se Retiró       | Se Retiró       |
| 1977  | Se Retiró       | Se Retiró       | Se Retiró       | Se Retiró       | Se Retiró       | Se Retiró       | Se Retiró       | Se Retiró       |
| 1978  | Semifinal       | 4.º             | 5               | 2               | 2               | 1               | 5               | 5               |
| 1979  | Fase de grupos  | 7.º             | 3               | 2               | 0               | 1               | 5               | 5               |
| 1980  | No se clasificó | No se clasificó | No se clasificó | No se clasificó | No se clasificó | No se clasificó | No se clasificó | No se clasificó |
| 1981  | Fase de grupos  | 5.º             | 3               | 2               | 0               | 1               | 3               | 1               |
| 1982  | Campeón         | 1.º             | 5               | 4               | 1               | 0               | 11              | 2               |
| 1983  | Fase de grupos  | 9.º             | 3               | 1               | 1               | 1               | 4               | 4               |
| 1984  | Fase de grupos  | 8.º             | 3               | 1               | 1               | 1               | 4               | 5               |
| 1986  | Semifinal       | 4.º             | 3               | 1               | 0               | 2               | 1               | 2               |
| 1988  | No se clasificó | No se clasificó | No se clasificó | No se clasificó | No se clasificó | No se clasificó | No se clasificó | No se clasificó |
| 1990  | No se clasificó | No se clasificó | No se clasificó | No se clasificó | No se clasificó | No se clasificó | No se clasificó | No se clasificó |
| 1992  | No se clasificó | No se clasificó | No se clasificó | No se clasificó | No se clasificó | No se clasificó | No se clasificó | No se clasificó |
| 1993  | No se clasificó | No se clasificó | No se clasificó | No se clasificó | No se clasificó | No se clasificó | No se clasificó | No se clasificó |
| 1994  | No se clasificó | No se clasificó | No se clasificó | No se clasificó | No se clasificó | No se clasificó | No se clasificó | No se clasificó |
| 1995  | No se clasificó | No se clasificó | No se clasificó | No se clasificó | No se clasificó | No se clasificó | No se clasificó | No se clasificó |
| 1996  | No se clasificó | No se clasificó | No se clasificó | No se clasificó | No se clasificó | No se clasificó | No se clasificó | No se clasificó |
| 1997  | No se clasificó | No se clasificó | No se clasificó | No se clasificó | No se clasificó | No se clasificó | No se clasificó | No se clasificó |
| 1998  | No se clasificó | No se clasificó | No se clasificó | No se clasificó | No se clasificó | No se clasificó | No se clasificó | No se clasificó |
| 1999  | No se clasificó | No se clasificó | No se clasificó | No se clasificó | No se clasificó | No se clasificó | No se clasificó | No se clasificó |
| 2000  | No se clasificó | No se clasificó | No se clasificó | No se clasificó | No se clasificó | No se clasificó | No se clasificó | No se clasificó |
| 2001  | No se clasificó | No se clasificó | No se clasificó | No se clasificó | No se clasificó | No se clasificó | No se clasificó | No se clasificó |
| 2002  | No se clasificó | No se clasificó | No se clasificó | No se clasificó | No se clasificó | No se clasificó | No se clasificó | No se clasificó |
| 2003  | No se clasificó | No se clasificó | No se clasificó | No se clasificó | No se clasificó | No se clasificó | No se clasificó | No se clasificó |
| 2004  | No se clasificó | No se clasificó | No se clasificó | No se clasificó | No se clasificó | No se clasificó | No se clasificó | No se clasificó |
| 2005  | No se clasificó | No se clasificó | No se clasificó | No se clasificó | No se clasificó | No se clasificó | No se clasificó | No se clasificó |
| 2006  | Subcampeón      | 2.º             | 5               | 2               | 1               | 2               | 7               | 10              |
| 2007  | No se clasificó | No se clasificó | No se clasificó | No se clasificó | No se clasificó | No se clasificó | No se clasificó | No se clasificó |
| 2008  | No se clasificó | No se clasificó | No se clasificó | No se clasificó | No se clasificó | No se clasificó | No se clasificó | No se clasificó |
| 2009  | No se clasificó | No se clasificó | No se clasificó | No se clasificó | No se clasificó | No se clasificó | No se clasificó | No se clasificó |
| 2010  | No se clasificó | No se clasificó | No se clasificó | No se clasificó | No se clasificó | No se clasificó | No se clasificó | No se clasificó |
| 2011  | No se clasificó | No se clasificó | No se clasificó | No se clasificó | No se clasificó | No se clasificó | No se clasificó | No se clasificó |
| 2012  | No se clasificó | No se clasificó | No se clasificó | No se clasificó | No se clasificó | No se clasificó | No se clasificó | No se clasificó |
| 2013  | No se clasificó | No se clasificó | No se clasificó | No se clasificó | No se clasificó | No se clasificó | No se clasificó | No se clasificó |
| 2014  | No se clasificó | No se clasificó | No se clasificó | No se clasificó | No se clasificó | No se clasificó | No se clasificó | No se clasificó |
| 2015  | No se clasificó | No se clasificó | No se clasificó | No se clasificó | No se clasificó | No se clasificó | No se clasificó | No se clasificó |
| 2016  | No se clasificó | No se clasificó | No se clasificó | No se clasificó | No se clasificó | No se clasificó | No se clasificó | No se clasificó |
| 2017  | No se clasificó | No se clasificó | No se clasificó | No se clasificó | No se clasificó | No se clasificó | No se clasificó | No se clasificó |
| 2018  | Por Definirse   | Por Definirse   | Por Definirse   | Por Definirse   | Por Definirse   | Por Definirse   | Por Definirse   | Por Definirse   |
| Total | 19/48           | –               | 71              | 36              | 13              | 22              | 111             | 78              |

## Jugadores

### Equipo actual
Los siguientes jugadores estuvieron en el equipo para disputar la Fase de clasificación para el Campeonato de Europa Sub-19 de la UEFA 2017 en octubre de 2016.
| #                  | Nombre          | Posición      | Edad | PJ | Goles | Club              |
| ------------------ | --------------- | ------------- | ---- | -- | ----- | ----------------- |
|                    | Robby McCrorie  | Portero       | 19   | 7  | 0     | Rangers           |
|                    | Ross Doohan     | Portero       | 19   | 1  | 0     | Celtic            |
|                    | Anthony Ralston | Defensor      | 18   | 0  | 0     | Celtic            |
|                    | Harry Souttar   | Defensor      | 18   | 0  | 0     | Stoke City        |
|                    | Ross McCrorie   | Defensor      | 19   | 2  | 1     | Rangers           |
|                    | Tom McIntyre    | Defensor      | 18   | 0  | 0     | Reading           |
|                    | Ethan Hamilton  | Defensor      | 18   | 0  | 0     | Manchester United |
|                    | Tony Gallacher  | Defensor      | 18   | 0  | 0     | Falkirk           |
|                    | Liam Burt       | Mediocampista | 18   | 0  | 0     | Rangers           |
|                    | Fraser Hornby   | Mediocampista | 17   | 0  | 0     | Everton           |
|                    | Mark Hill       | Mediocampista | 18   | 3  | 0     | Celtic            |
|                    | Frank Ross      | Mediocampista | 19   | 3  | 0     | Aberdeen          |
|                    | Regan Hendry    | Mediocampista | 19   | 0  | 0     | Celtic            |
|                    | Harvey St Clair | Delantero     | 18   | 0  | 0     | Chelsea           |
|                    | Kevin O’Hara    | Delantero     | 18   | 1  | 0     | East Fife         |
|                    | Oli Shaw        | Delantero     | 18   | 0  | 0     | Stenhousemuir     |
|                    | Owen Gallacher  | Delantero     | 18   | 0  | 0     | Newcastle United  |
|                    | Calvin Miller   | Delantero     | 19   | 0  | 0     | Celtic            |
| Bandera de Escocia | Ricky Sbragia   | Entrenador    |      |    |       |                   |